# メガCD
1. 日本版メガドライブ2+日本版メガCD2

メガCD（メガシーディー、MEGA-CD）は、セガ・エンタープライゼス（現：セガ）が発売したメガドライブ用の周辺機器。日本では1991年12月12日発売。価格は49,800円。
当時の家庭用ゲーム機としては最先端のゲーム制作環境を見越した作りになっており、当時画期的とも言えるフルCGやフルビデオムービーを多用する次世代ゲームへの方向性を示した。

## ハードウェア
メガCDをメガドライブに接続することで、メガCD用ゲームをプレイできるほか、オーディオCDおよびCD+G規格のCDを再生することが出来る。
メガドライブ本体側面の拡張用スロットを使用して、メガドライブ本体の下に接続する。初期型のメガCDのCD-ROMドライブは電動で開閉するトレイ式（フロントローディング式）で、後期型のメガCD2では手動で開閉するトップオープン式に改められた。
メガCD・メガCD2はどちらもメガドライブ・メガドライブ2の両方の本体に接続可能。海外市場でリリースされているメガドライブ3（Genesis3）以降には接続できない。
6メガバッファRAMやメガドライブよりも高速な68000CPUを搭載して、メガドライブと並列処理をさせることでデータと表示の同時処理を実現した。

### 仕様
- CPU : MC68HC000（12.5MHz）
- RAM
  - プログラム、データ用 : 6Mbit
  - PCM音源用 : 512Kbit
  - CD-ROMデータキャッシュ : 128Kbit
  - バックアップメモリ : 64Kbit
- ROM 1Mbit（BIOS、CD+G対応CDプレーヤー）
- サウンド : PCM音源 ステレオ8ch（メガドライブ本体のFM音源6音、PSG3音、ノイズ1音を加えると18音）
- 電源 : ACアダプターとメガドライブより供給

## バリエーション

### 日本

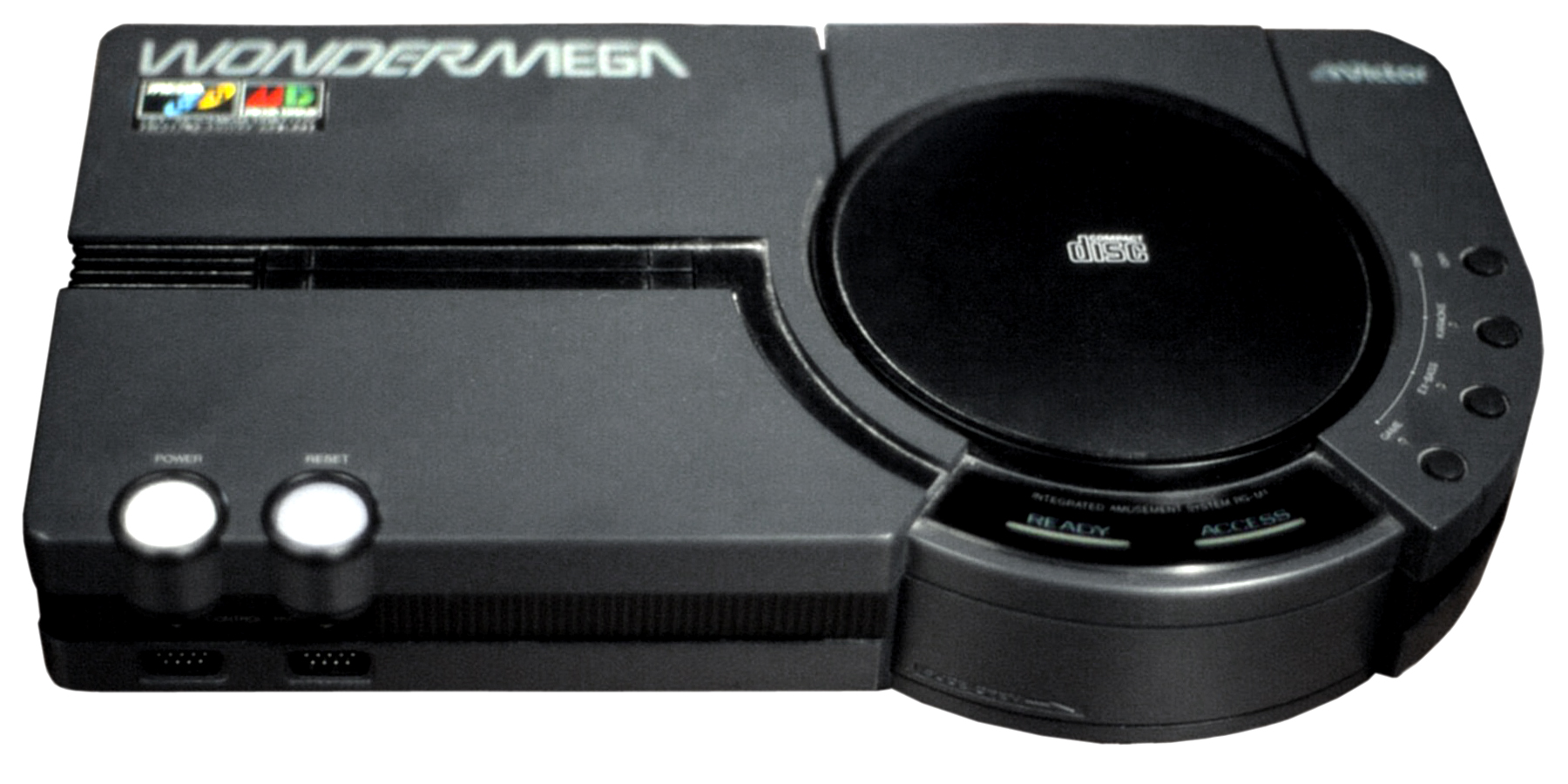
ワンダーメガ

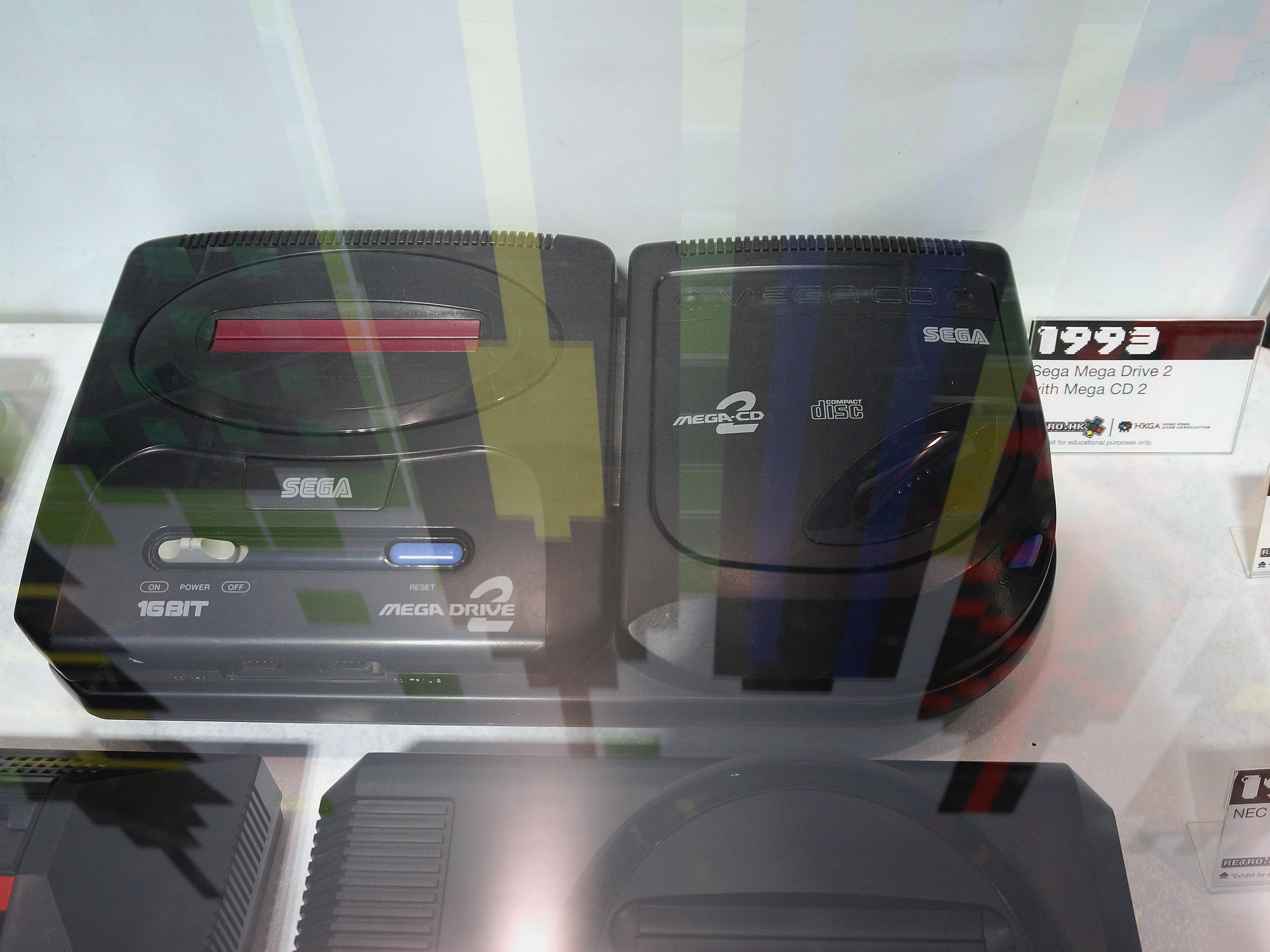
メガドライブ2とメガCD2

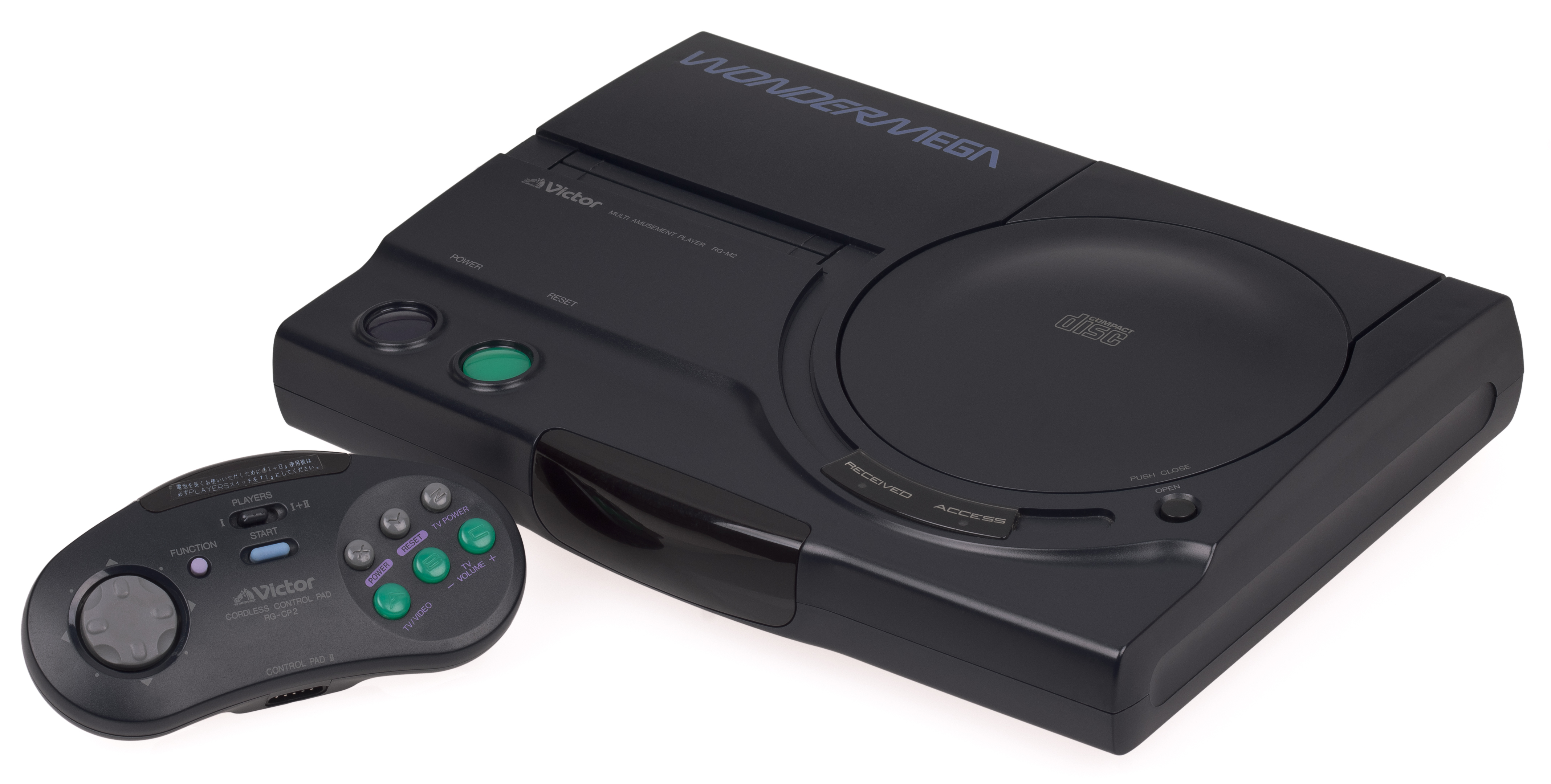
ワンダーメガM2

ワンダーメガ（RG-M1）
日本ビクターから1992年4月1日に発売されたメガドライブ/メガCD一体型機。価格は82,800円で、メガドライブ+メガCDよりも高価だった。MIDI出力、S端子、音質向上を図った独自開発のDAP（デジタル・アコースティック・プロセッサー）や重低音再生のEX（エクストラ）バス・ポジションなどを装備しており、CDドライブの開閉は電動トップローディング方式を採用している。
スーパー32Xを接続する場合、ビクターにワンダーメガ本体のCDトレイ交換を有償で依頼する必要があった。
同年4月24日にセガからも「ワンダーメガS」として同一モデルの姉妹機が79,800円で登場し、発売当初はビクター製が家電販路ルートでセガ製は玩具販路ルートをとるなど共存する予定だったが、家庭用ゲーム機も取り扱う大手家電店や家電量販店などでは販売価格で競合したため、後にビクター製のみが販売を続ける事になった。
なお、『フリッキー』など4つのゲームと4曲のカラオケが収録されたソフトウェア集『ワンダーメガコレクション』は日本ビクター製にしか付属していない。
起動画面に表示されるロゴは “W” で、起動音に関しても若干のアレンジが加えられた。
セガハード系統の中では唯一グッドデザイン賞を、発売同年に受賞した。
メガCD2
メガドライブ2の発売に合わせて1993年4月23日に発売した廉価版。価格は29,800円で、CDドライブの開閉はコストダウンが図られて手動のトップオープン方式に改められた。メガドライブ2と組み合わせた際に収まりが良いサイズになっている。
また、初代メガドライブとの組み合わせでも動作が可能であるが左側にスペースが出来る。これは付属の延長アタッチメントと金具の組み合わせで埋めることが可能。
初代メガCDの起動画面は青空の背景にメガCDのロゴが飛び回るものだったが、こちらはセガのマスコット・キャラクターであるソニックの周りをメガCD2のロゴとセガのロゴが飛び交うものに変更された。
起動音は初代メガCDと同じものである。
ワンダーメガM2（RG-M2）
日本ビクターから1993年7月2日に発売されたワンダーメガの廉価版。価格は59,800円で、コストダウンが図られてMIDI端子などが省略された。CDドライブ開閉も電動式から手動式に変更された。
ワイヤレス化されたコントロールパッドが同梱されており、2人プレイ時はワイヤレスコントローラ下部に2P用端子があるため、デイジーチェーン方式での接続が可能。また、本体背面にもコントローラ接続端子が2つ装備されており、有線接続のコントローラーも使用可能である。
CSD-GM1
アイワから1994年9月1日に発売されたメガドライブ/メガCD/CDラジカセ一体型機。
価格は45,000円で、CDラジカセ部とラジカセ部底辺に装着されているメガドライブゲームユニットに分かれているため、分離することが出来るのが特徴。
電源供給はCDラジカセ部より行っているためメガドライブゲームユニット単体では動作しない仕様となっている。
エデュケイションギア
GENESIS CDXの国内版ハード。リンガフォンの英会話教材。英会話教材として出回ったため流通量は少ない。
付属品にファイティングパッド6Bと専用ACアダプターとメガドライブ2用のステレオビデオケーブルが付属していた。
また、エディケイションギア用のカートリッジとしてメガドライブ版バーチャレーシングのカートリッジを流用したCD-ROMマルチセミナー音声解析・波形表示用カートリッジも存在する。
PAC-S1
パイオニア・レーザーアクティブ用アドオン。

### 北米版

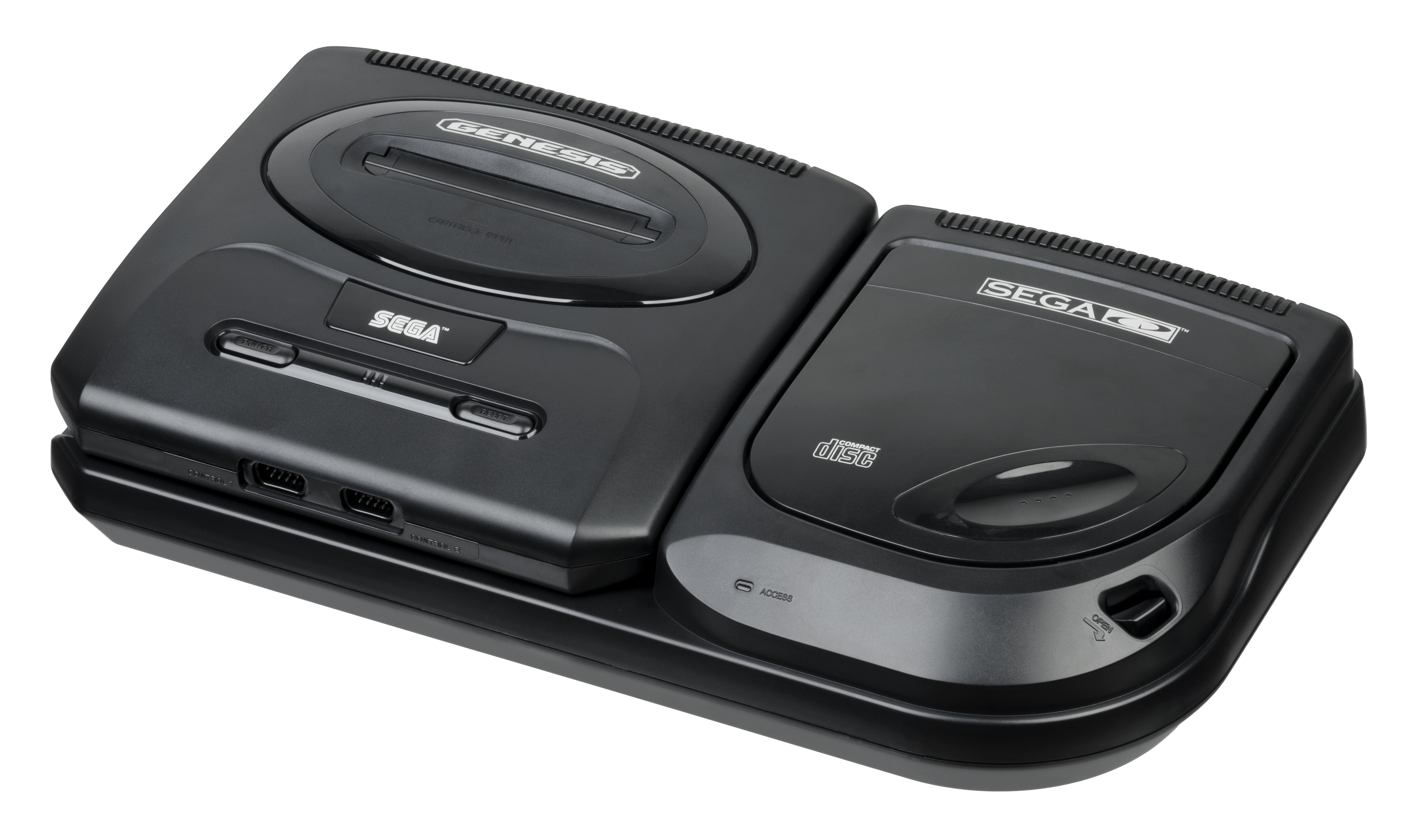
Genesis 2とSega CD model 2

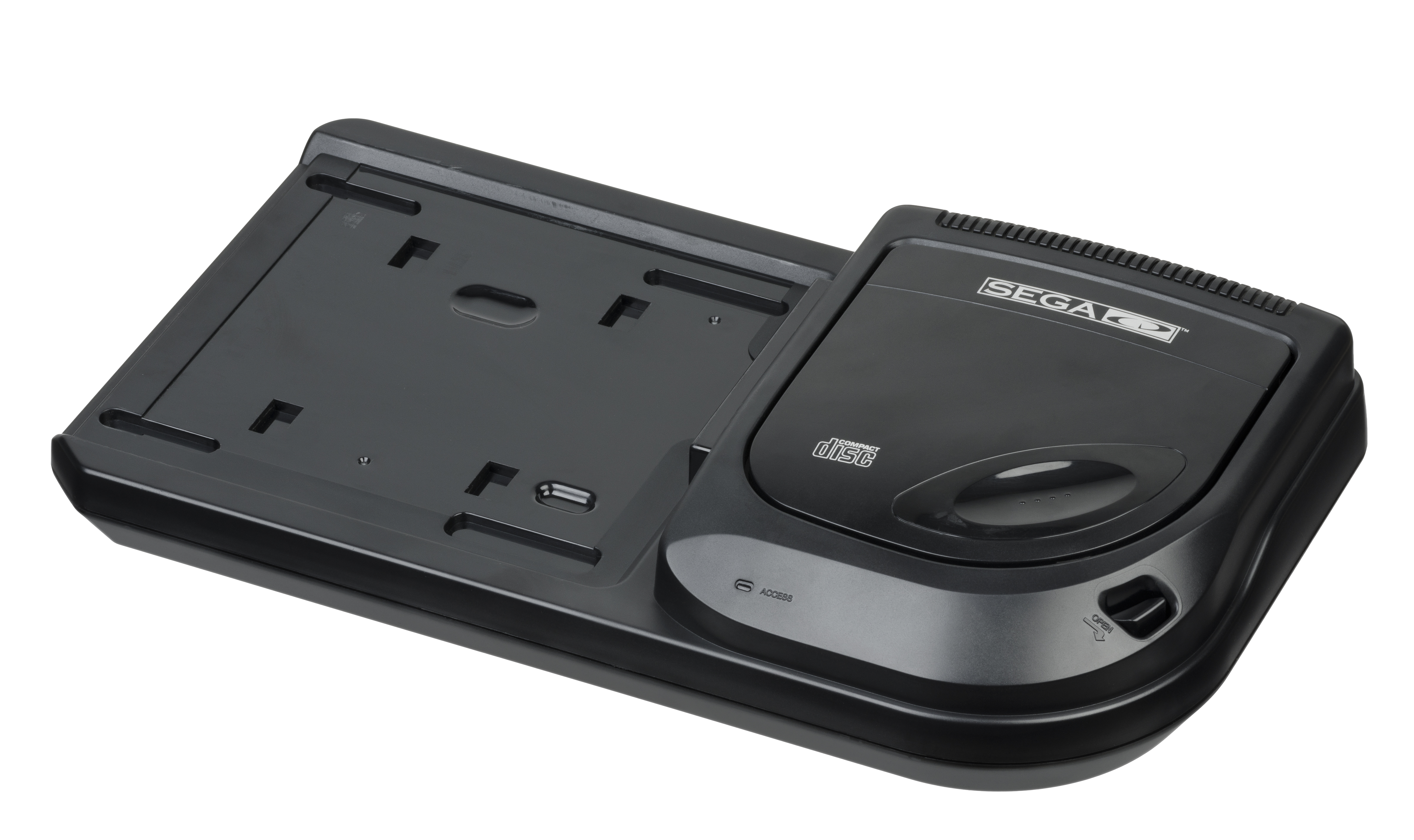
Sega CD model 2

Sega CD

Sega CD model2
ジェネシス2（北米版メガドライブ2）発売に合せて登場した廉価版。
先行発売された日本版メガCD2と同一ハードウェアでCD-ROMドライブはトップオープン式に改められている。
なお、初代ジェネシスとの組み合わせでも動作が可能である。初代Sega CDと同じくSega CDの名称で販売された。
X'EYE
JVC（発売当時の日本ビクターの海外ブランド名）から発売されたジェネシス セガCDの一体型互換機。日本のワンダーメガM2に相当（北米では初代ワンダーメガに相当するハードの販売はなかった）。
日本版との違いはコントロールパッドが3ボタンで有線（JVCのロゴ入り）そのためワンダーメガM2の前面にある受信機がパッドの接続端子に変更、起動画面の “W” が “X” に変更され、前期型はS端子が備え付けてある。
他にもジェネシスモデル2と同じA/V出力端子とワンダーメガM2にはないX'EYE専用RFユニットとの接続端子が加えられ、A/V出力端子が加えられた影響かワンダーメガM2にあったA/Vマルチ端子が廃止になっている。ワンダーメガM2と同じくJVCがGENESIS 32Xの対応改造を行うサポートがあった。
GENESIS CDX
ジェネシス（北米版メガドライブ）/SEGA CD一体型機。付属ソフトは『ソニック・ザ・ヘッジホッグCD（北米版）』、『エコー・ザ・ドルフィンCD』、『セガクラシック アーケードコレクション （北米版）』の3本。GENESIS 32X開発当初は合体への対応が予定されていたが、GENESIS 32X発売直前に対応しないことが発表された。
これにより、GENESIS 32Xの取扱説明書にはGENESIS CDXへの接続の仕方とその際のスペーサーが記述されていたが、一方でGENESIS 32Xに付属する別紙にGENESIS CDXとの接続はしないことが記述されている。
実際には、GENESIS CDXにGENESIS 32Xを接続し遊ぶこと自体は可能であるものの、その際にGENESIS 32X本体が安定せずぐらつく状態になる。

### 欧州版

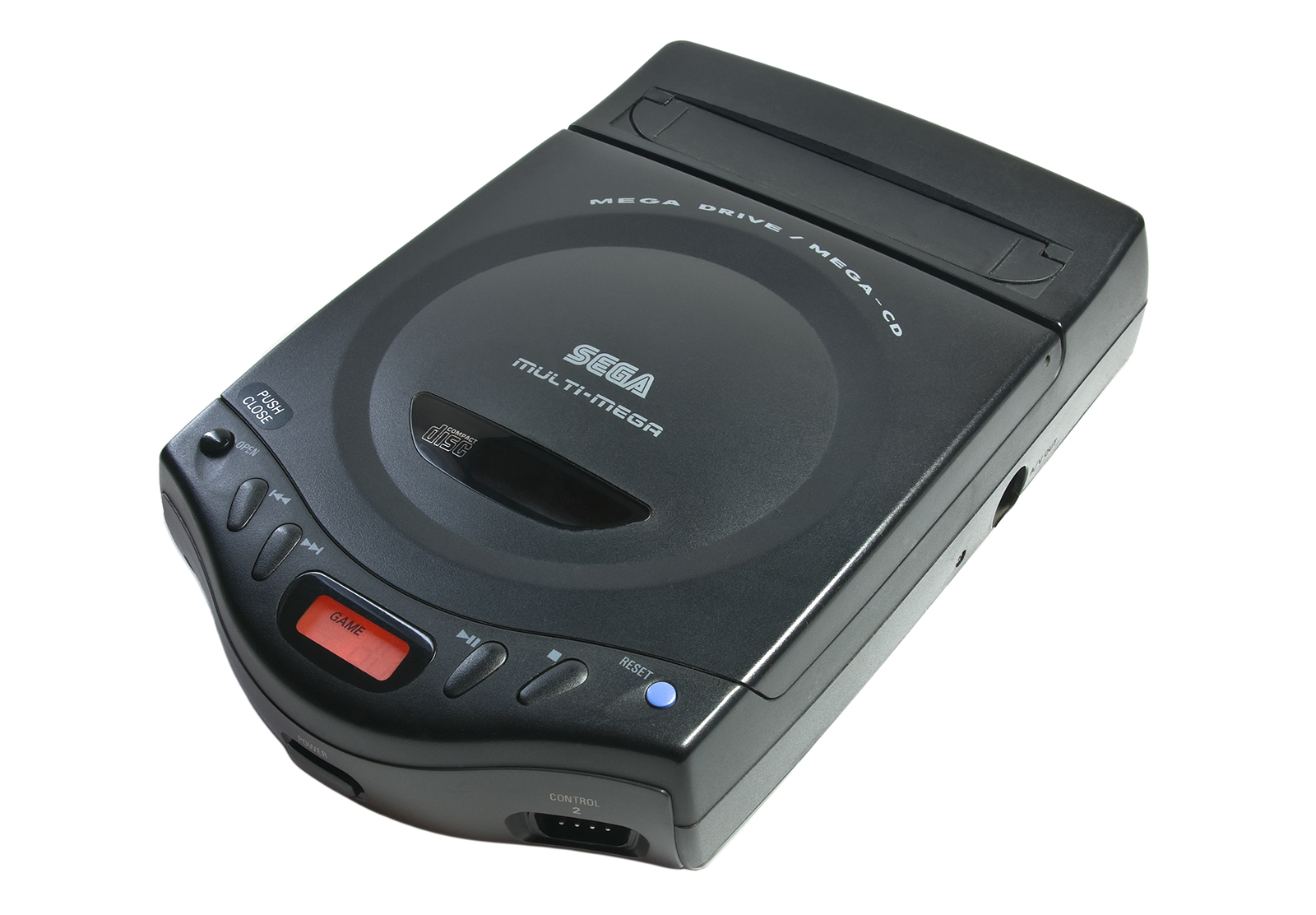
マルチメガ

Mega-CD

Mega-CD2
メガドライブ2発売に合せて登場した廉価版。先行発売された日本版メガCD2と同一ハードウェアでCD-ROMドライブはトップオープン式に改められている。なお、初代メガドライブとの組み合わせでも動作が可能である。
Multi-Mega
北米のGENESIS CDXの欧州版ハード。メガドライブ/メガCD一体型機。

## 周辺機器
| 型番     | 名称                         | 備考 |
| -------- | ---------------------------- | --- |
| HAA-2910 | メガCD                       | |
| HAA-2912 | メガCD2                      | |
| HAA-2931 | メガCDカラオケ               | メガCD及びメガCD2を接続したメガドライブ、メガドライブ2と併用することで、家庭用のテレビで手軽にカラオケを楽しめる周辺機器。                                                             |
| HAA-2932 | カラオケマイク               | |
| G-2920   | バックアップ RAMカートリッジ | メガドライブのカートリッジスロットを使用し、メガCDの各種セーブデータを保存・管理する補助記憶装置。 記憶容量はメガCD内蔵バックアップRAMの約16倍に相当する2045ブロック1Mビット (128KB)。 |
| SA-160   | ACアダプタ                   | メガドライブ1、メガCD1、メガCD2、メガCDカラオケ用 |
| SA-170   | ACアダプタ                   | ワンダーメガ用 |

## ソフトウェア
主なタイトルとして、背景動画の上にワイヤーフレームで破壊可能なオブジェクトを表示させた『スターブレード』、当たり判定がある毎秒15コマの全編背景動画の上でリアルタイムポリゴンキャラクターを動かすCPU並列動作という手法をとった『シルフィード』のほか、海外ソフトでも、再生と静止による動画処理で背景を任意スクロールさせる事が出来る『Bram Stoker's Dracula』や、時間軸で同時進行する複数の実写ムービーを切り替えるといった動画再生のインタラクティブ性を大幅に向上させた『ナイトトラップ』などが発売された。

## 展開

### 日本
日本で内々に開発されたメガCDは、1991年6月に開催された東京おもちゃショー'91にて初めて公表され、同年12月に発売となった。日本市場における販売台数は1994年5月の時点で38万台と推測されており、これは当時の日本におけるメガドライブユーザーの11%にあたる。

### 北米

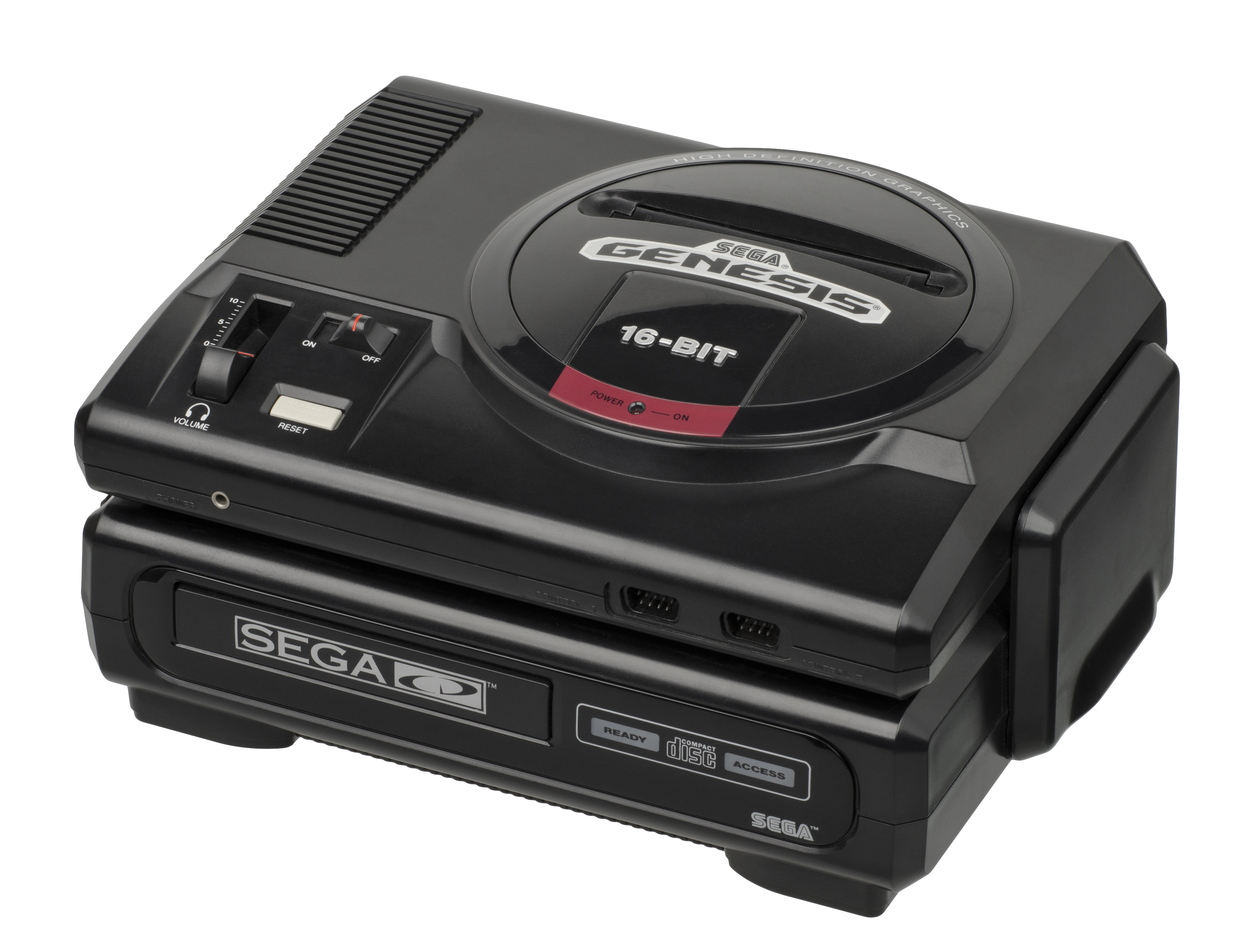
GenesisとSega CD

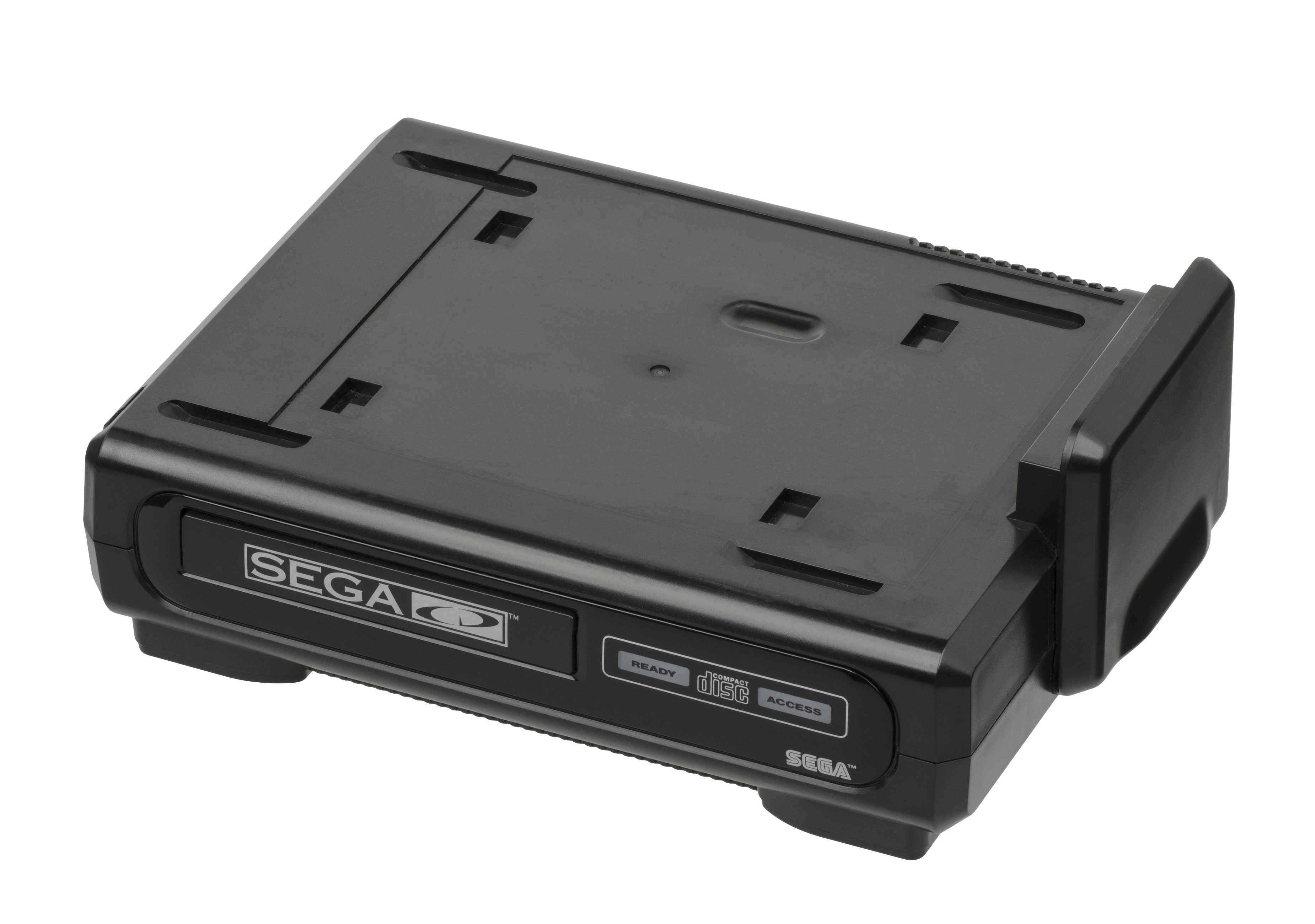
Sega CD

北米版メガCDであるSega CD（SCD）は1992年1月にシカゴで開催されたCESで発表された。同年11月と告知していた発売予定を繰り上げ、10月15日に発売された。メガCDではバックが雲の画像だった起動BIOS画面は、北米版Sega CDでは地球を背景とした宇宙空間画像に変更された。BGMも改められた。なお、SegaCDとSegaCDmodel2（日本のメガCD2に相当）でもBGMが異なる。
デザインは日本版とほぼ同一。日本のメガCDソフトは北米版セガCDでは起動しない。ただし日本版BIOS-ROMを装着すると日本版のメガCDソフトが動作する。
北米ではSEGA CD本体自体、やや高めの価格で設定されていたため、SEGA GENESIS本体程の売上は見せていないものの、最大のライバルであった任天堂はソニーと共同で開発していた「スーパーファミコン（日本国外ではSNES）」用CD-ROMドライブ（ソニーはスーパーファミコンとCD-ROMの一体型ゲーム機を「Playstation」として発売する計画であった。）の発売を中止、NECの「TurboDuo」やPhilipsの「CD-i」がほとんど普及しなかった事もあって、海外ではSEGA CDが事実上CD-ROMドライブユニットとしては一番手の売れ行きを見せた。

### 欧州
ヨーロッパでは日本と同様にMega-CDという名称にて1993年4月19日に発売された。既にメガCD2の登場後という時期に発売開始されたため、スペインなどでは最初からMega-CDではなくMega-CD 2が発売された。
欧州市場でも北米市場のSEGA CDと同様、本体自体がやや高価格で販売されていたため、多少売れあぐんでいたものの、北米市場と同様、CD-ROMドライブユニットとして高いシェアを獲得している。

### ブラジル
ブラジルでは北米のSegaCDmodel2が北米と同じようにSega CDの名称で発売された。なお、ブラジル版メガドライブ本体は北米版のGenesisではなく日本や欧州と同じMega Driveの名称だったため、しばしば非公式にMega-CDの名称でも呼ばれる。製造販売はTectoy。